# BC Spartak Pleven
Cet article concerne le club de basket-ball. Pour le club de football, voir PFK Spartak Pleven.
Le BC Spartak Pleven est un club bulgare de basket-ball basé à Pleven.

## Historique
- Depuis 2005 : BC Spartak Pleven
- Avant 2005 : BC Plama Pleven

## Palmarès
- Championnat de Bulgarie (2)
  - Champion : 1995 et 1996
  - Vice-champion : 1989
- Coupe de Bulgarie (1)
  - Vainqueur : 1996
  - Finaliste : 1994 et 1995